# Odratzheim
Odratzheim (Oderze en alsacien) est une commune française située dans la circonscription administrative du Bas-Rhin et, depuis le 1er janvier 2021, dans le territoire de la Collectivité européenne d'Alsace, en région Grand Est.
Cette commune se trouve dans la région historique et culturelle d'Alsace.

## Géographie
Odratzheim est située en bordure de la plaine d'Alsace, au pied des collines sous-vosgiennes, à l'est de la route départementale 422 (ex-RN 422), axe routier important reliant Molsheim à la RD 1004 (ex-RN 4) et à Saverne. Molsheim est distante de 9 km, Saverne est à 21 km et Strasbourg est à 25 km. Odratzheim est traversée par la route départementale 620 qui se raccorde à l'ouest à la RD 422 et qui, au nord, relie le village voisin de Kirchheim. Les autres communes limitrophes sont Scharrachbergheim-Irmstett au sud, Traenheim au sud-ouest et Wangen au nord-ouest.
Le point culminant se trouve au sommet de la colline calcaire 'Am Berg (246 m), mais le village se situe à 175 m environ. Le ban communal est arrosé par la Mossig qui s'écoule vers le sud-ouest et par son affluent, le Kuhbach. Les deux cours d'eau forment une zone inondable (un plan de prévention des risques d'inondation sur le bassin de la Mossig est toujours en cours de définition en 2006). Le cours de la Mossig présente une ripisylve constituant un refuge pour l'avifaune et un corridor naturel de passage pour la petite faune. Ce cours s'accompagne également de prairies humides écologiquement intéressantes.
Une piste cyclable contournant le village par l'est emprunte le tracé de l'ancienne voie ferrée Molsheim-Saverne. La commune est desservie par la ligne de bus Réseau 67.
Odratzheim se situe sur la Route des vins d'Alsace.  
|            | Kirchheim                  | Marlenheim |
| Westhoffen | Odratzheim                 |            |
| Traenheim  | Scharrachbergheim-Irmstett | Dahlenheim |

### Hydrographie
La commune est dans le bassin versant du Rhin au sein du bassin Rhin-Meuse. Elle est drainée par la Mossig, le ruisseau le Kobach et la Fosse Brugel,.
La Mossig, d'une longueur totale de 33,1 km, prend sa source dans la commune de Wangenbourg-Engenthal et se jette  dans la Bruche à Avolsheim, après avoir traversé 13 communes. Les caractéristiques hydrologiques de la Mossig sont données par la station hydrologique située sur la commune de Soultz-les-Bains. Le débit moyen mensuel est de 1,29 m3/s. Le débit moyen journalier maximum est de 24,3 m3/s, atteint lors de la crue du 10 avril 1983. Le débit instantané maximal est quant à lui de 26,6 m3/s, atteint le même jour.

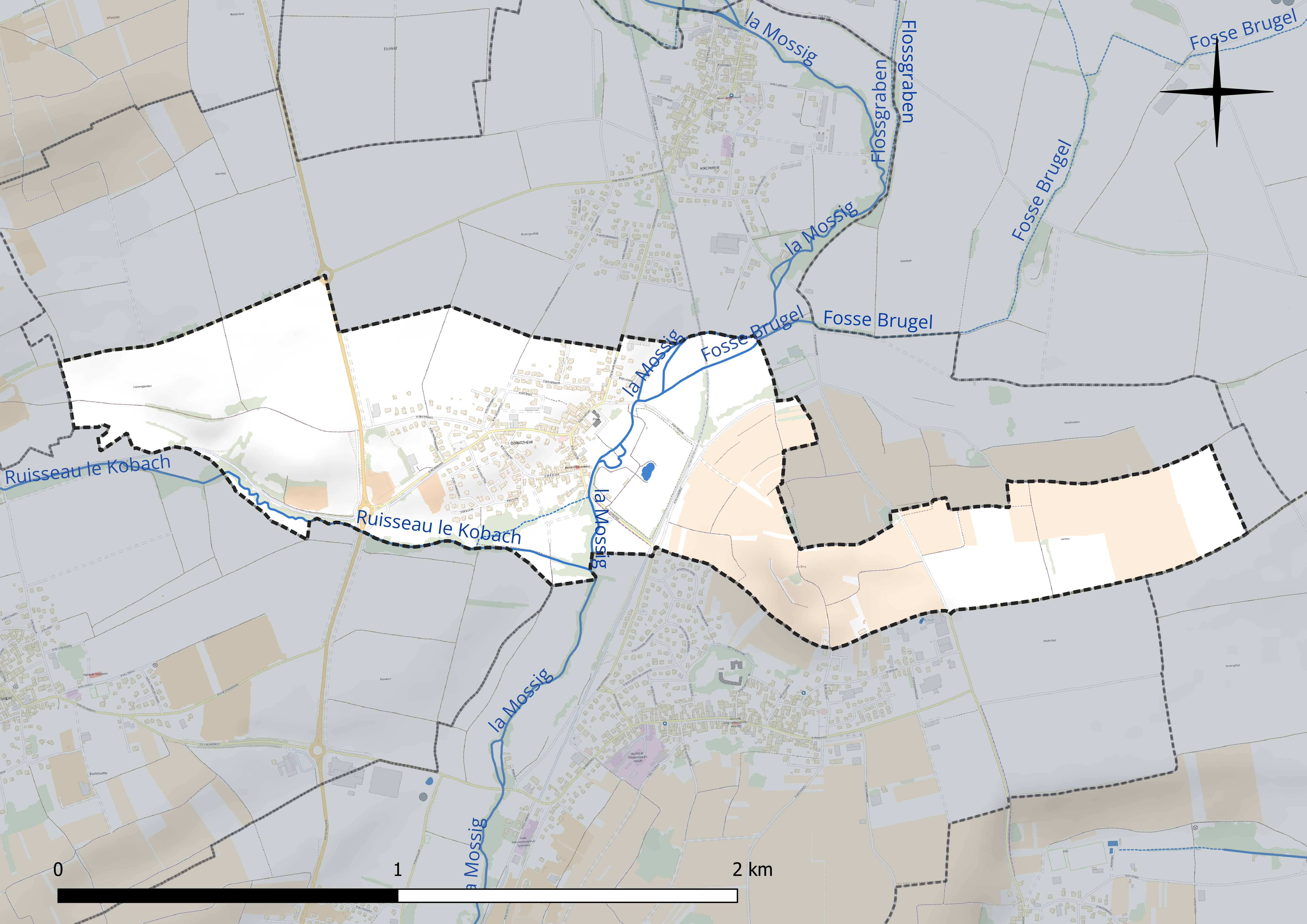
Réseau hydrographique d'Odratzheim.

### Climat
Pour des articles plus généraux, voir Climat du Grand Est et Climat du Bas-Rhin.
En 2010, le climat de la commune est de type climat des marges montargnardes, selon une étude du Centre national de la recherche scientifique s'appuyant sur une série de données couvrant la période 1971-2000. En 2020, Météo-France publie une typologie des climats de la France métropolitaine dans laquelle la commune est exposée à un climat semi-continental et est dans la région climatique  Vosges, caractérisée par une pluviométrie très élevée (1 500 à 2 000 mm/an) en toutes saisons et un hiver rude (moins de 1 °C). 
Pour la période 1971-2000, la température annuelle moyenne est de 10,5 °C, avec une amplitude thermique annuelle de 17,7 °C. Le cumul annuel moyen de précipitations est de 737 mm, avec 9,5 jours de précipitations en janvier et 10,8 jours en juillet. Pour la période 1991-2020, la température moyenne annuelle observée sur la station météorologique de Météo-France la plus proche, « Strasbourg-Entzheim », sur la commune d'Entzheim à 13 km à vol d'oiseau, est de 11,4 °C et le cumul annuel moyen de précipitations est de 635,7 mm. 
La température maximale relevée sur cette station est de 38,9 °C, atteinte le 25 juillet 2019 ; la température minimale est de −23,6 °C, atteinte le 23 janvier 1942,,. 
Les paramètres climatiques de la commune ont été estimés pour le milieu du siècle (2041-2070) selon différents scénarios d'émission de gaz à effet de serre à partir des nouvelles projections climatiques de référence DRIAS-2020. Ils sont consultables sur un site dédié publié par Météo-France en novembre 2022.

## Urbanisme

### Typologie
Au 1er janvier 2024, Odratzheim est catégorisée bourg rural, selon la nouvelle grille communale de densité à sept niveaux définie par l'Insee en 2022.
Elle appartient à l'unité urbaine de Marlenheim, une agglomération intra-départementale regroupant cinq  communes, dont elle est une commune de la banlieue,,. Par ailleurs la commune fait partie de l'aire d'attraction de Strasbourg (partie française), dont elle est une commune de la couronne,. Cette aire, qui regroupe 268 communes, est catégorisée dans les aires de 700 000 habitants ou plus (hors Paris),.

### Occupation des sols
L'occupation des sols de la commune, telle qu'elle ressort de la base de données européenne d’occupation biophysique des sols Corine Land Cover (CLC), est marquée par l'importance des territoires agricoles (83,3 % en 2018), en augmentation par rapport à 1990 (81,7 %). La répartition détaillée en 2018 est la suivante : terres arables (44,8 %), cultures permanentes (26,4 %), zones urbanisées (16,7 %), prairies (12,1 %). L'évolution de l’occupation des sols de la commune et de ses infrastructures peut être observée sur les différentes représentations cartographiques du territoire : la carte de Cassini (XVIIIe siècle), la carte d'état-major (1820-1866) et les cartes ou photos aériennes de l'IGN pour la période actuelle (1950 à aujourd'hui).

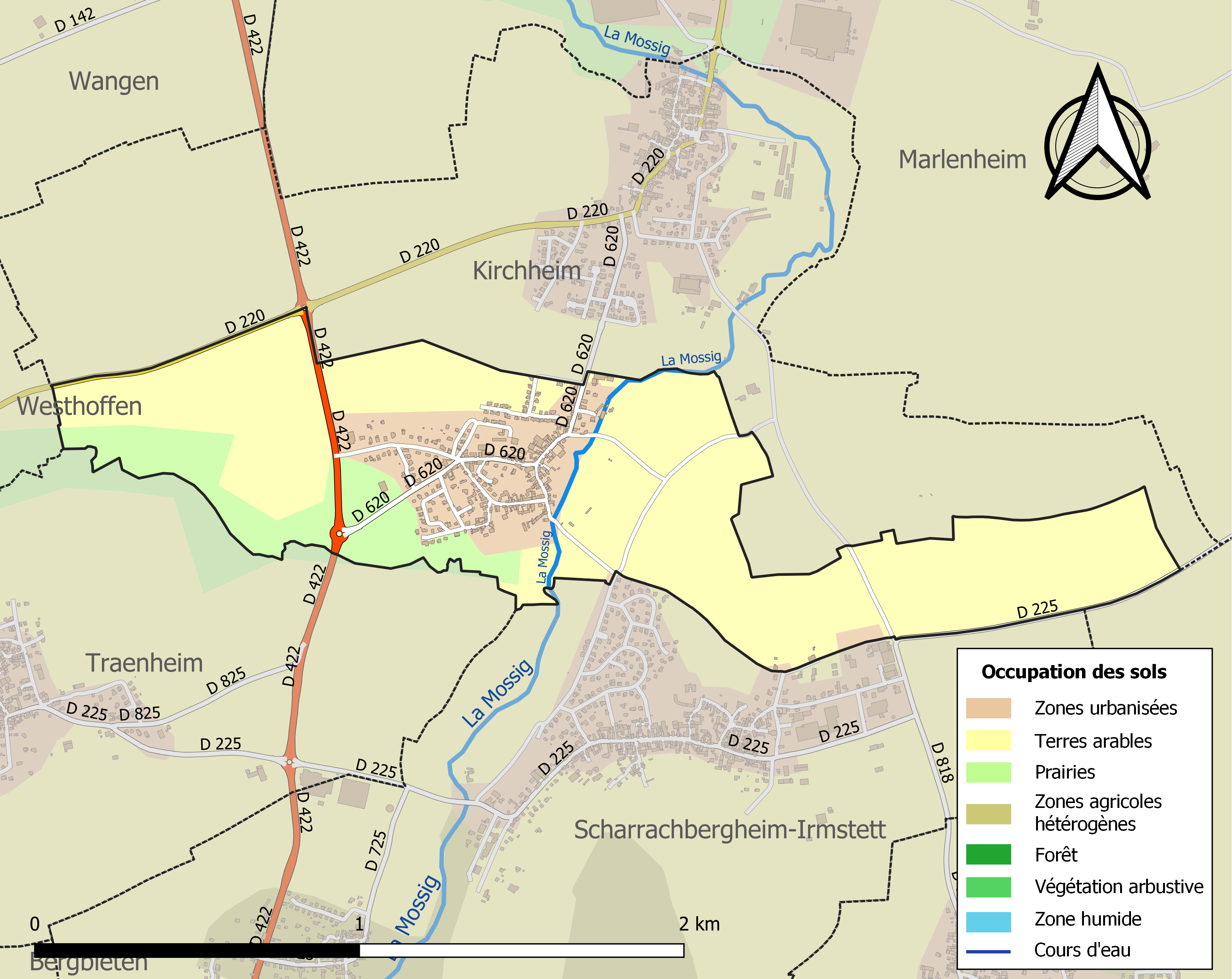
Carte des infrastructures et de l'occupation des sols de la commune en 2018 (CLC).

## Histoire
Odratzheim, dont le nom apparaît en 747, fait partie du domaine royal de Marlenheim-Kirchheim. Au Moyen Âge, diverses abbayes, comme celle de Honau ou de Marmoutier, y ont des biens. Le village est probablement mis en gage par Rodolphe Ier en 1276. Le fief passe entre les mains de nombreux seigneurs puis est érigé en fief de la noblesse immédiate de Basse-Alsace : son seigneur dépend alors directement de l'empereur.
Du XVe au XVIIIe siècle, les familles seigneuriales se succèdent à mesure qu'elles s'éteignent les unes après les autres.
Dépendant à l'origine de l'église de Kirchheim, Odratzheim n'est érigé en paroisse autonome qu'en 1802.

### Héraldique
| Blason de Odratzheim | Blason  | D'argent à la main dextre appaumée de gueules. |
| Blason de Odratzheim | Détails |                                                |

## Politique et administration
| Période                                  | Période                   | Identité                                      | Étiquette | Qualité |
| ---------------------------------------- | ------------------------- | --------------------------------------------- | --------- | ------- |
| mars 2001                                | En cours (au 31 mai 2020) | François Jehl, Réélu pour le mandat 2020-2026 |           |         |
| Les données manquantes sont à compléter. |                           |                                               |           |         |

La commune a entamé une démarche d'élaboration de PLU en avril 2006.

## Démographie
L'évolution du nombre d'habitants est connue à travers les recensements de la population effectués dans la commune depuis 1793. Pour les communes de moins de 10 000 habitants, une enquête de recensement portant sur toute la population est réalisée tous les cinq ans, les populations de référence des années intermédiaires étant quant à elles estimées par interpolation ou extrapolation. Pour la commune, le premier recensement exhaustif entrant dans le cadre du nouveau dispositif a été réalisé en 2005.

En 2022, la commune comptait 526 habitants, en évolution de +7,79 % par rapport à 2016 (Bas-Rhin : +3,17 %, France hors Mayotte : +2,11 %).
| 1793 | 1800 | 1806 | 1821 | 1831 | 1836 | 1841 | 1846 | 1851 |
| ---- | ---- | ---- | ---- | ---- | ---- | ---- | ---- | ---- |
| 418  | 459  | 515  | 558  | 596  | 607  | 555  | 523  | 508  |

| 1856 | 1861 | 1866 | 1871 | 1875 | 1880 | 1885 | 1890 | 1895 |
| ---- | ---- | ---- | ---- | ---- | ---- | ---- | ---- | ---- |
| 502  | 473  | 488  | 477  | 440  | 439  | 389  | 380  | 370  |

| 1900 | 1905 | 1910 | 1921 | 1926 | 1931 | 1936 | 1946 | 1954 |
| ---- | ---- | ---- | ---- | ---- | ---- | ---- | ---- | ---- |
| 343  | 371  | 349  | 277  | 303  | 278  | 270  | 246  | 238  |

| 1962 | 1968 | 1975 | 1982 | 1990 | 1999 | 2005 | 2006 | 2010 |
| ---- | ---- | ---- | ---- | ---- | ---- | ---- | ---- | ---- |
| 247  | 284  | 291  | 334  | 347  | 399  | 445  | 453  | 443  |

| 2015 | 2020 | 2022 | - | - | - | - | - | - |
| ---- | ---- | ---- | - | - | - | - | - | - |
| 484  | 523  | 526  | - | - | - | - | - | - |

## Économie
En 1999, 11 % de la population active travaillait sur la commune et 87 % dans le reste du département du Bas-Rhin. Les déplacements liés au travail se font essentiellement vers Strasbourg et, dans une moindre mesure, sur Wasselonne, Molsheim et Saverne.
L'agriculture est l'activité économique principale du village. Elle se caractérise par une polyculture axée principalement sur le maïs et, dans une moindre mesure, sur la production de blé et la culture de la vigne. Les quelques entreprises artisanales — pépiniériste, ébénisterie, menuiserie, zinguerie sanitaire, peinture, garage — ne comptent pas plus de sept salariés.

## Lieux et monuments
- Église Sainte-Marguerite : bien que construite sous le Second Empire, l'église conserve encore les trois premiers niveaux d'une ancienne tour-chœur d'époque romane, dans laquelle est incrusté un bas-relief représentant un personnage coiffé d'un chapeau pointu, lissant sa barbe et tenant un bâton. Un orgue de la maison de facteur d'orgues Stiehr-Mockers[24]  a été transféré de l'église de Schirmeck dans la paroisse d'Odratzheim en 1863[25],[26],[27],[28],[29].
- Chapelle[30].
- Château Geraudon : la demeure de style Régence est érigée à l'instigation du commissaire royal de guerre Augustin-Pierre Geraudon. Les deux façades sont animées par un avant-corps central sommé d'un fronton avec cartouche. La cour d'honneur s'ouvre sur la rue par un beau portail en fer forgé. Les façades, la toiture et un escalier intérieur sont classés aux monuments historiques depuis 1940[31],[32].
- Ancienne synagogue : le bâtiment est occupé actuellement par le centre socio-culturel[33]. Exempt de toute richesse ornementale, l'édifice contraste avec celles de Westhoffen et de Balbronn et reflète la relative pauvreté de la population juive d'Odratzheim.
- Une nécropole médiévale est attestée sur le ban communal, près du cimetière mais sans que sa localisation ne soit connue avec grande précision.
- D’août à novembre 2010, le Pôle d’archéologie interdépartemental rhénan a entrepris des fouilles[34] archéologiques mettant au jour une nécropole du haut Moyen Âge. Les tombes datent de la fin du Ve siècle (époque mérovingienne) aux VIIIe – IXe siècle (époque carolingienne).

## Personnalités liées à la commune
- Janette Weill née Levi, femme de bien renommée et ancêtre du Dr Michaël Weill vit le jour dans la commune en 1793.
- La grand-mère paternelle de Jean Zay, Hélène Lévy, est native d'Odratzheim[35].

## La commune en images

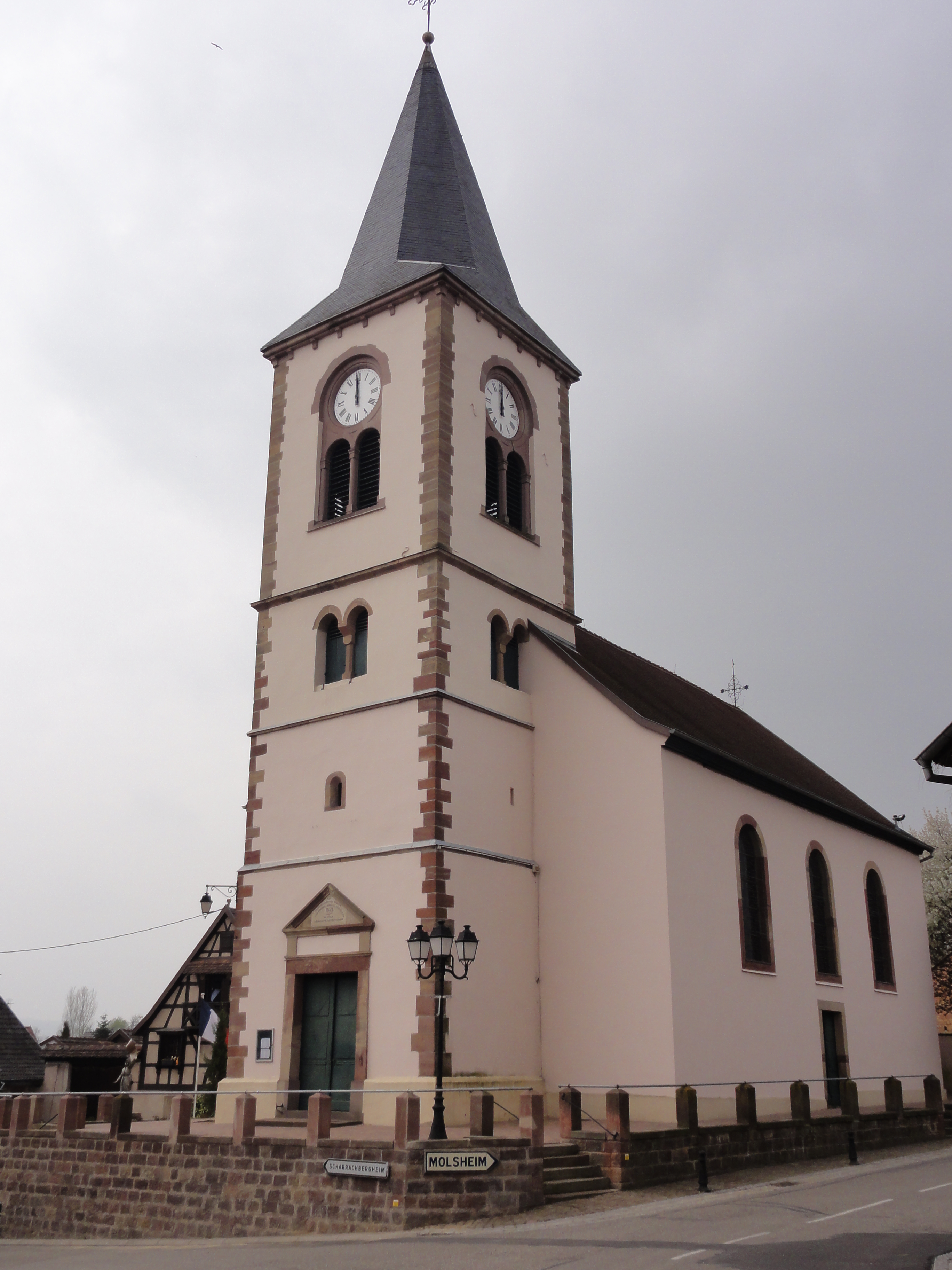
Église Sainte-Marguerite.
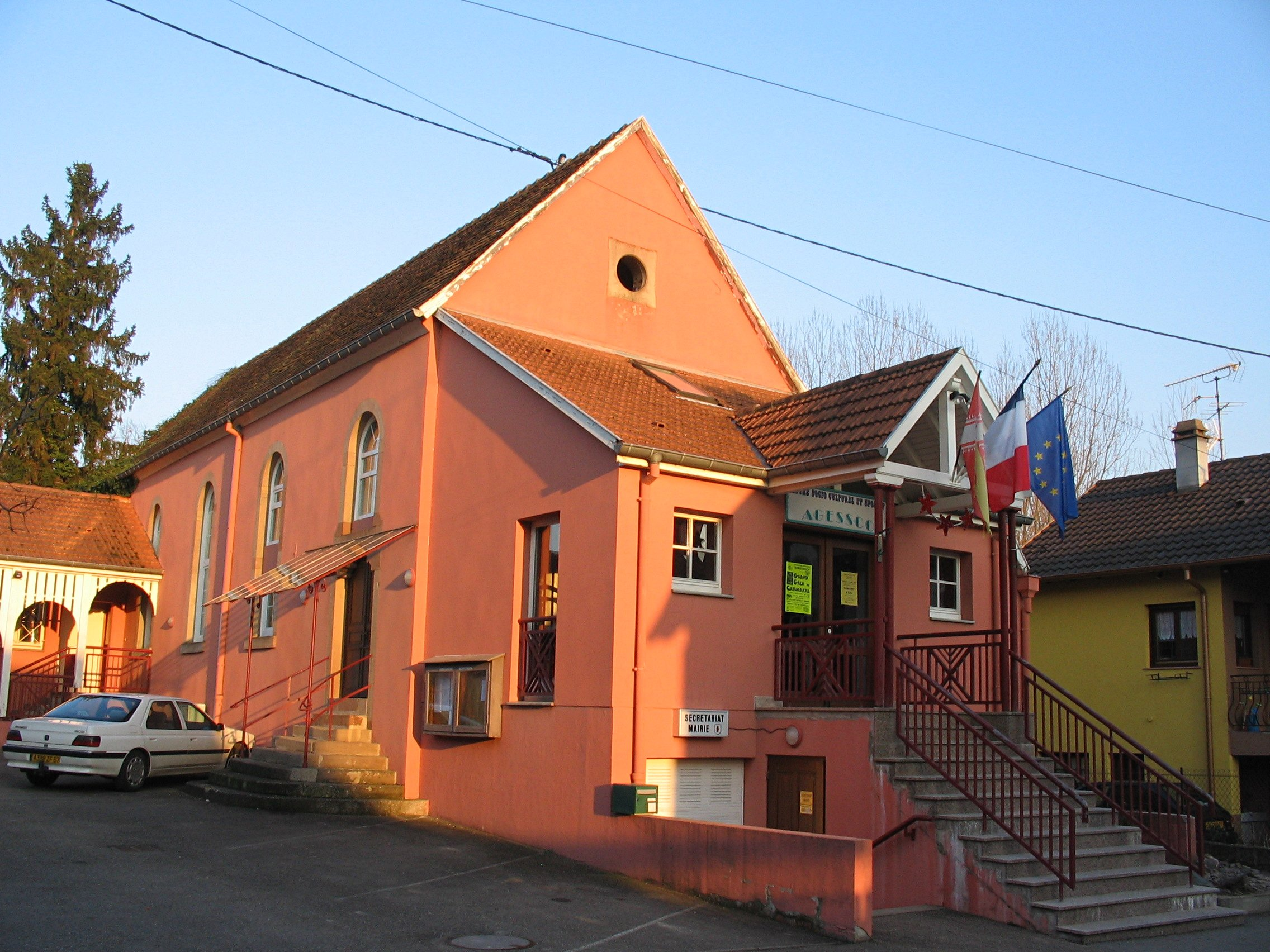
Ancienne synagogue.
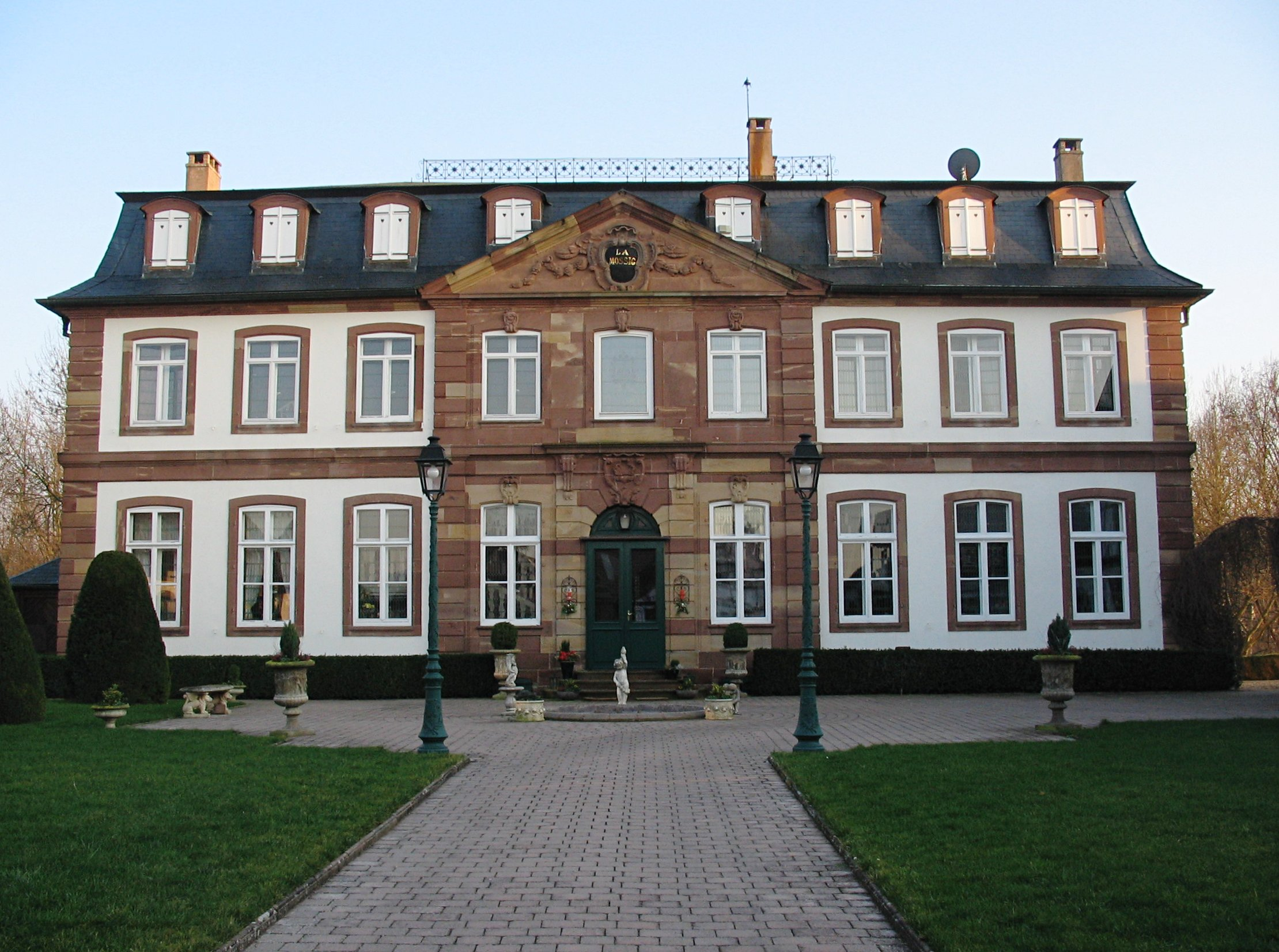
Château d'Odratzheim (1765).
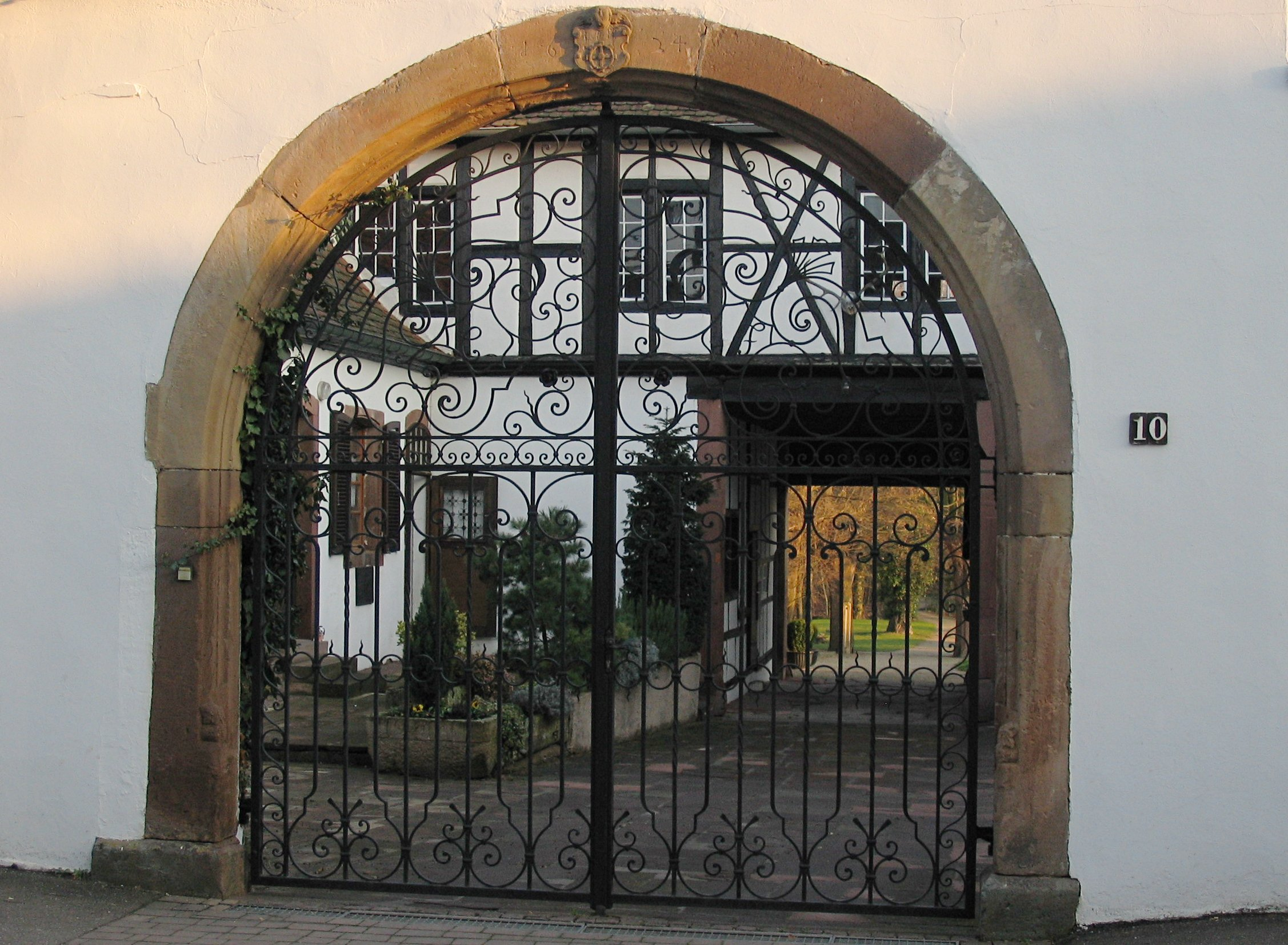
Portail latéral de la cour du château.
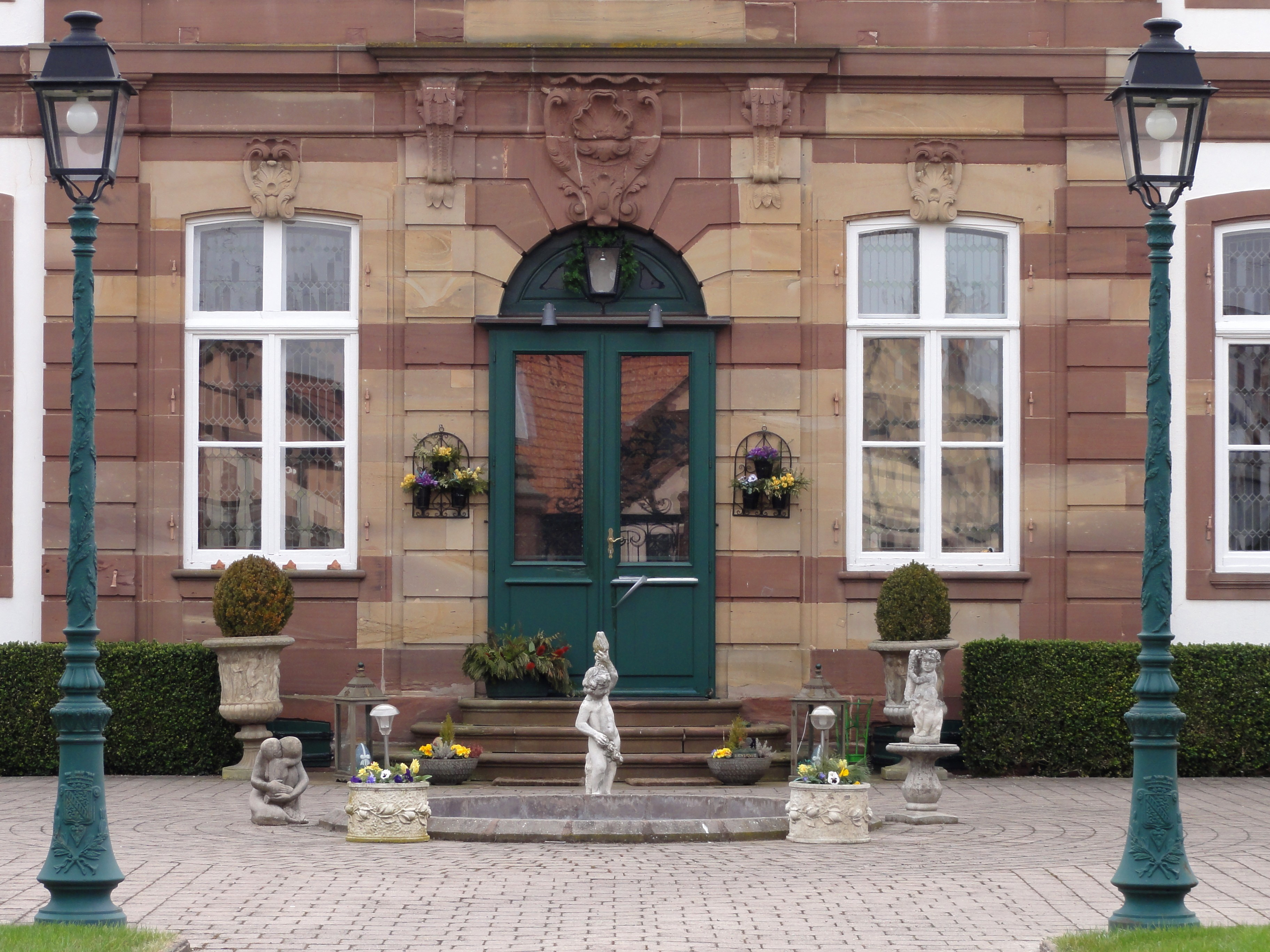
Entrée du bâtiment.
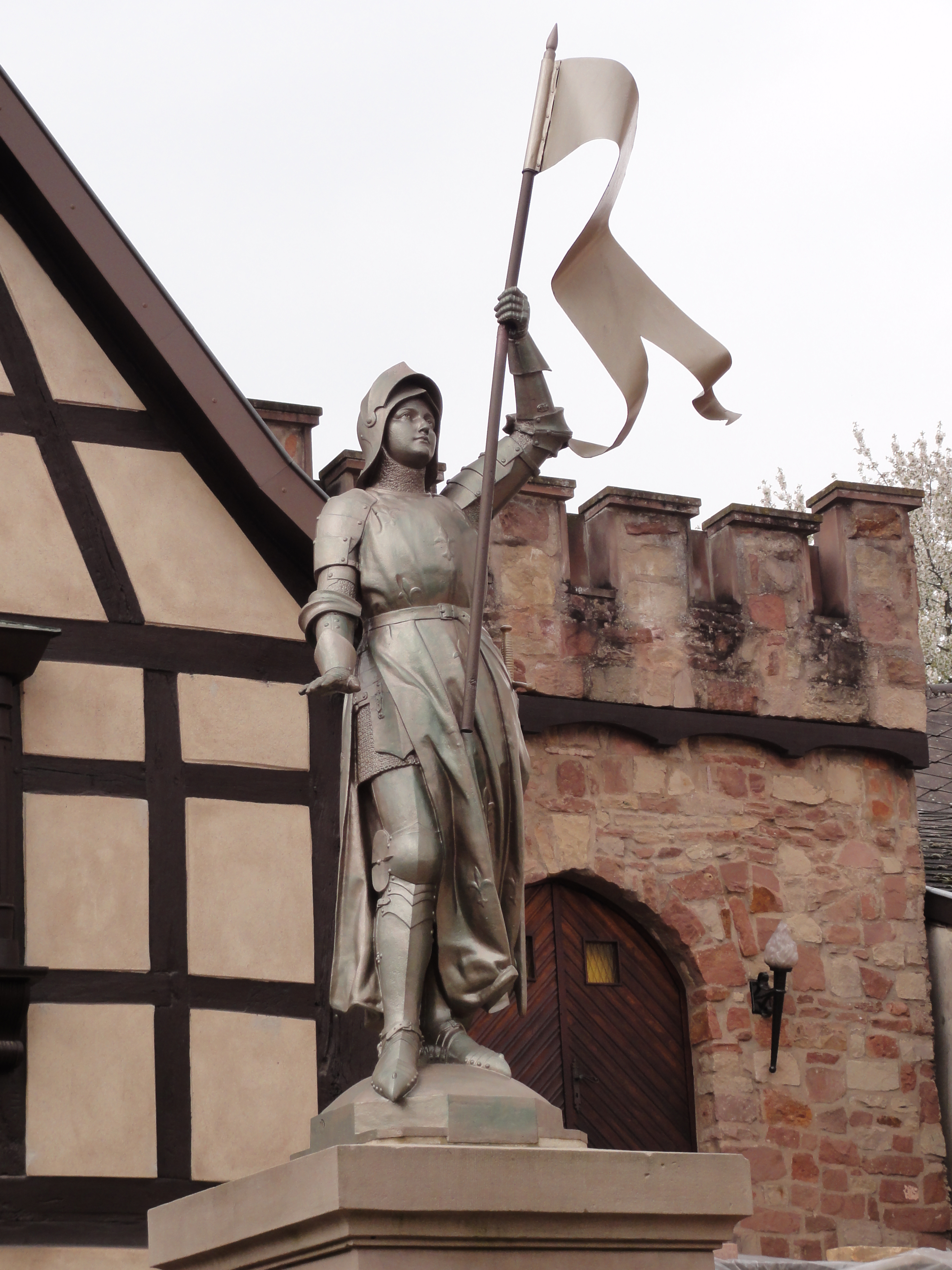
Statue de Jeanne d'Arc près du monument aux morts.